# پاول دورف
پاوِل والِریویچ دورُف (به روسی: Па́вел Вале́рьевич Ду́ров؛ زادهٔ ۱۰ اکتبر ۱۹۸۴) کارآفرین روسی است که مدیر عامل و از بنیانگذاران پیام‌رسان تلگرام و نیز از بنیانگذاران شبکه اجتماعی وی‌کی است. او از سال ۲۰۲۱، تابعیت چهار کشور روسیه، سنت کیتس و نویس، امارات متحده عربی و فرانسه را دارد.
دورف در سال ۲۰۲۳ با دارایی خالص ۱۱٫۵ میلیارد دلار در فهرست میلیاردرهای فوربز قرار گرفت. سرمایه او تا حد زیادی ناشی از مالکیت تلگرام است. براساس گزارش فوربز، دورف تا تاریخ ۲۵ اوت ۲۰۲۴ با دارایی خالص ۱۵٫۵ میلیارد دلار، ۱۲۰ امین فرد ثروتمند جهان بوده است. در سال ۲۰۲۲، او از سوی فوربز به عنوان ثروتمندترین فرد در امارات متحده عربی شناخته شد. در فوریه ۲۰۲۳، مجلهٔ تجارت عربی او را قدرتمندترین کارآفرین دبی نامید.
دورف در ۲۴ اوت ۲۰۲۴ در فرانسه به اتهامات جزایی مربوط به عدم نظارت بر محتوا در تلگرام و امتناع از همکاری با پلیس که باعث گسترش فعالیت‌های مجرمانه شد، دستگیر شد. در ژوئن ۲۰۲۵، دورف بار دیگر با جنجال مواجه شد، پس از آنکه تحقیقات IStories نشان داد که بخش‌های کلیدی زیرساخت فنی تلگرام توسط شرکت‌هایی اداره می‌شود که با سازمان‌های اطلاعاتی روسیه ارتباط دارند. این موضوع نگرانی‌هایی دربارهٔ دسترسی احتمالی به فراداده‌ها و نظارت بر کاربران ایجاد کرد.

## زندگی
پاول دورف در اکتبر ۱۹۸۴ در لنینگراد اتحاد جماهیر شوروی به دنیا آمد؛ وی بیشتر دوران کودکی خود را در تورین ایتالیا سپری کرد. در سال ۲۰۰۶، او از دپارتمان لغت‌شناسی دانشگاه دولتی سنت پترزبورگ فارغ‌التحصیل شد و مدرک درجه یک دریافت کرد.

### زندگی‌شخصی
سیمیون پتروویچ تولیاکف، پدربزرگ پاول دورف، در جنگ جهانی دوم جنگید. او در لشکر ۶۵ پیاده‌نظام ارتش سرخ شوروی خدمت کرد، در نبردهای جبههٔ لنینگراد در کراسنوبورسکی و گاتچینسکی شرکت کرد و سه بار زخمی شد و نشان درجهٔ دوم ستارهٔ سرخ جنگ میهنی را دریافت کرد. او در چهلمین روز پیروزی، نشان درجه یک جنگ میهنی بزرگ را دریافت کرد.
والری سیمنویچ دورف، پدر دورف، دارندهٔ مدرک دکترای علوم لغت‌شناسی و نویسندهٔ مقالات دانشگاهی است. از سال ۱۹۹۲، او رئیس بخش لغت‌شناسی کلاسیک دانشکدهٔ لغت‌شناسی دانشگاه دولتی سنت پترزبورگ بوده است.
او برادر کوچک‌تر نیکلای دورف است که در راه‌اندازی تلگرام به او پیوست و به عنوان توسعه دهنده، برنامه‌نویس و معمار اصلی این پروژه خدمت کرد.
دورف ازدواج نکرده است. او در دبی زندگی می‌کند. او در اوت ۲۰۲۱ به عنوان شهروند فرانسه تابعیت گرفت و اکنون تابعیت اتحادیهٔ اروپا را دارد. در آوریل ۲۰۲۱، او شهروندی امارات متحده عربی را دریافت کرد.
دورف که از اوایل دههٔ ۲۰۰۰ میلادی مصرف کافئین، گوشت، مواد مخدر، الکل و فست فود را کنار گذاشته در سال ۲۰۱۹ اعلام کرد که رژیم غذاییش را به ماهی و غذاهای دریایی محدود کرده است. او در ژوئن همان سال در کانال تلگرامش نوشت که برای بهبود عملکرد ذهنی و افزایش راندمان کاری، ۶ روز متوالی را فقط با نوشیدن آب گذرانده است. در ژوئیهٔ ۲۰۲۴ دورف در کانال تلگرامش نوشت که به واسطهٔ اهدای اسپرم در پانزده سال گذشته، پدر بیولوژیکی بیش از ۱۰۰ کودک است.

## تأسیس تلگرام
در روز ۲۱ آوریل ۲۰۱۴، به عنوان مدیر عامل شرکت وی کی استخدام شد. بعدها دورف ادعا کرد که این شرکت به‌طور واضحی توسط متحدان ولادیمیر پوتین مورد نفوذ قرار گرفته بود. بعد از آن دورف روسیه را ترک کرد و اظهار داشت که او هیچ برنامه ای برای بازگشت ندارد و گفت این کشور در حال حاضر با کسب و کار اینترنتی سازگار نیست. پس از خروج از روسیه، او حق شهروندی در سنت کیتس و نویس، جزیره ای در دریای کارائیب را به‌دست‌آورد و بعد از آن توانست شرکت بعدی خود، تلگرام را تأسیس کند.
این شرکت که یک سرویس پیام رسانی رمزگذاری شده می‌باشد به‌طور رسمی در برلین تأسیس اما سپس به دبی انتقال یافت.

## لقب‌ها
دورف را مارک زاکِر بِرگِ روسیه خطاب کرده‌اند. (مارک زاکِر بِرگ: بنیان‌گذار فیس بوک)
در اوت ۲۰۱۴، گزارش تجارت نوردیک، پاول دورف را متعهدترین رهبر شمال اروپا زیر ۳۰ سال لقب داد. 
در سال ۲۰۱۷، برای پیوستن به رهبران جوان در مجمع جهانی اقتصاد (WEF) انتخاب شد. 
به مناسبت بیست و هفتمین سال تولدش، دورف یک میلیون دلار به بنیاد ویکی‌مدیا، جیمی دنال ویلز، اهدا کرد. 

## دستگیری
دورف در روز ۲۴ اوت ۲۰۲۴ در فرودگاه لو بورژه در حومه پاریس بازداشت شد. بر اساس حکم بازرسی از طرف پلیس قضایی فرانسه او پس از ورود از جمهوری آذربایجان به فرانسه در فرودگاه بازداشت شده است. وی از سال ۲۰۱۷ در دبی زندگی می‌کند و تابعیت امارات متحده عربی را دارد.
دورف به همدستی در جرم و قصور در استفاده از تلگرام برای جنایاتی مانند قاچاق مواد مخدر، بهره‌کشی جنسی از کودکان و کلاه‌برداری متهم است. اگر دورف به این اتهامات محکوم شود، ممکن است با ۲۰ سال زندان روبه‌رو شود. گفته می‌شود که دورف قبلاً به دلیل خطرات قانونی احتمالی از سفر به اروپا اجتناب کرده بود. بر اساس گزارش Le Canard enchaîné, دورف ادعا کرد زمانی دستگیر شد که برای صرف شام با رئیس‌جمهور فرانسه امانوئل مکرون به پاریس سفر کرده است اما دفتر مکرون این ادعا را رد کرد.
گزارش‌ها همچنین حاکی از آن است که دورف در فهرست افراد تحت تعقیب از سوی مقامات فرانسه قرار داشته و دستگیری وی به دلیل عدم همکاری وی با مقامات قضایی از جمله مسائل مربوط به فعالیت‌های تلگرام بوده است. به گفته پلیس فرانسه، فعالیت‌های مجرمانه در تلگرام به دلیل عدم وجود ناظر، بدون محدودیت صورت می‌گرفته است.